# Políbila jsem dívku
Políbila jsem dívku (v anglickém originále I Kissed a Girl) je sedmá epizoda třetí série amerického hudebního televizního seriálu Glee a v celkovém pořadí padesátá první epizoda. Scénář k ní napsal Matthew Hodgson, režíroval ji Tate Donovan a poprvé se vysílala ve Spojených státech dne 29. listopadu 2011 na televizním kanálu Fox a obsahovala volbu nového prezidenta třídy na McKinleyově střední škole. Také se v ní odehrály speciální volby do kongresu mezi Sue Sylvester (Jane Lynch) a Burtem Hummelem (Mike O'Malley) a během epizody se také uskutečnil coming out Santany (Naya Rivera).
Epizoda se jako celek shledala se smíšenými až negativními kritikami, ačkoliv někteří chválili Santaninu scénu s babičkou. Hudba se shledala u kritiků s již větším ohlasem a získala smíšené až pozitivní recenze. V epizodě se objevily cover verze šesti písní, včetně skladby "I Kissed a Girl" od Katy Perry, podle které byla také epizoda pojmenována. Všech šest písní bylo vydáno jako singly ke stažení a pět z nich se umístilo v žebříčku Billboard Hot 100.
V původním vysílání epizodu sledovalo celkem 7,90 milionů amerických diváků a získala 3,2/8 Nielsenova ratingu/podílu na trhu ve věkové skupině od osmnácti do čtyřiceti devíti let. Celková sledovanost epizody a ratingy vzrostly v porovnání s předchozí epizodou s názvem Souboj, která se vysílala o dva týdny dříve.

## Děj epizody
Santana (Naya Rivera) by měla být vyloučena ze školy, protože napadla Finna (Cory Monteith), ale ten ji chce zachránit před vyloučením a řekne, že ho doopravdy nepraštila, byla to jen předstíraná, jevištní facka. Za to chce od Santany, aby se její sbor, Troubletones, dočasně smířil a spojil s jejím bývalým sborem, New Directions, aby jí mohl ukázat, jak ji všichni podporují. Kurt (Chris Colfer) a Blaine (Darren Criss) jí zpívají píseň "Perfect", což ji zanechá bez dojmu, ale Finnovo pomalé, citlivější ztvárnění písně "Girls Just Want to Have Fun" přijme lépe.

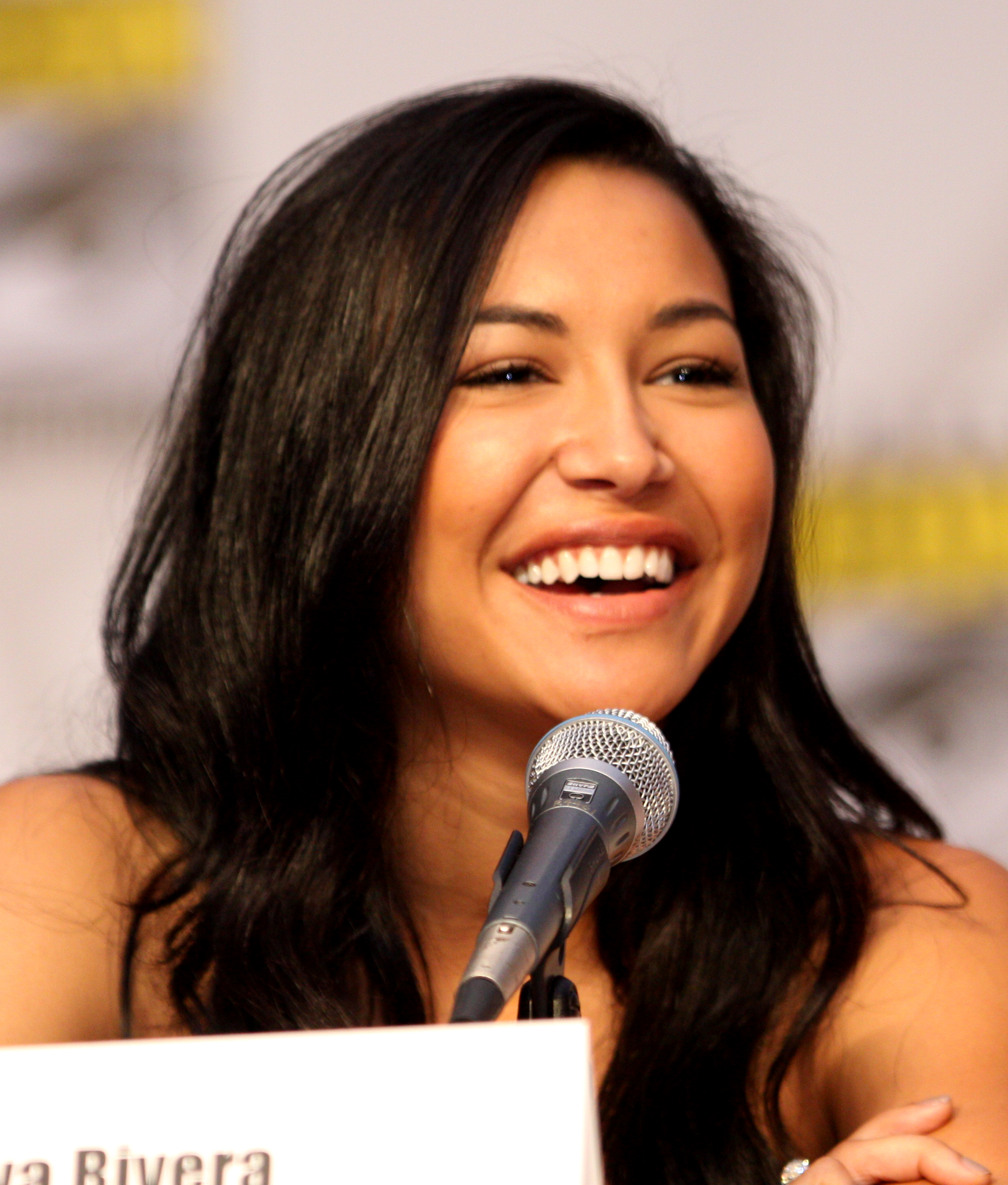
Santana (Naya Rivera, na obrázku) v této epizodě řekne své babičce, že je lesba

Puck (Mark Salling) zdánlivě zpívá "I'm the Only One" pro Santanu, ale většinu písně věnuje rozpačité Shelby (Idina Menzel), vpřed z podezřívající Quinn (Dianna Agron). Quinn se ho později pokouší svést, ale on ji odmítá a řekne jí, že je šílená. Shelby volá Puckovi pro asistenci, když její dcera Beth potřebuje rychlou lékařskou pomoc; Shelby a Puck se spolu později vyspí, ale ona toho později lituje a požádá ho, aby odešel. Rozzlobený Puck se vrací ke Quinn a ta mu prozrazuje svou touhu, mít s ním druhé sítě. Puck odmítá a snaží se ji uklidnit; nabízí, že jí řekne důležité tajemství, když slíbí, že to nikomu neprozradí.
Podle Kurtova pátrání o tom, jestli se stane prezidentem třídy, se Kurt dozvídá o sobě, že nemá příliš velké šance na úspěch a stejně i jeho vysokoškolské vyhlídky. Přizná se Rachel (Lea Michele), že uvažuje o zmanipulování hlasovacích lístků do volební urny, aby si byl jistý, že vyhraje. Sueina (Jane Lynch) kampaň do kongresu se také potýká s potížemi: aby bojovala s tvrzeními, že je lesba, tak se rozhodne zahájit vztah s libovolným mužem a vybere si svého bývalého milence Cootera Menkinse (Eric Bruskotter), který má potíže ve vztahu s trenérkou Beiste (Dot-Marie Jones). Rozrušená Beiste zpívá "Jolene", přiznává svou lásku ke Cooterovi a řekne Sue, že se ho bez boje nevzdá. Sue následně prohrává volby do kongresu proti svému protivníkovi Burtovi Hummelovi (Mike O'Malley).
Arogantní sportovec se snaží svést Santanu, aby ji "učinil normální". Ženské členky obou sborů ji obhajují a chrání a společně zpívají "I Kissed a Girl". Santana má coming out před svými rodiči, kteří ji přijmou, ale když svou pravou sexuální orientaci přizná své abuele (babička), tak ta Santaně řekne, ať odejde a nikdy se už nevrací a že je hřích mluvit o takových věcech.
Kurt a jeho otec Burt jsou předvoláni před ředitele Figginse (Iqbal Theba), který jim odhalí, že ačkoliv Kurt vyhrál studentské volby se svými 190 hlasy, bylo přijato více hlasů než je studentů. Kurt přizná, že zvažoval podvádění, ale nakonec se rozhodl, že to neudělá. Nicméně je Kurt diskvalifikovaný a Brittany vyhraje volby. Kurt řekne Finnovi a Rachel, že je stále podezřelý a po jeho odchodu Rachel přiznává Finnovi, že to ona zfalšovala volební lístky, protože chtěla Kurtovi pomoci.
Na konec týdne zpívá Santana pro sbor píseň "Constant Craving", která je proložena Kurtem a Shelby, kteří píseň také zpívají. Rachel poté přichází a přiznává se, že to byla právě ona, které se dopustila podvodu u voleb: tento incident bude na jejím trvalém záznamu, je na týden vyhozena ze školy a má zakázáno zúčastnit se výběrové soutěže sborů.

## Seznam písní
- "Perfect"
- "I'm the Only One"
- "Girls Just Want to Have Fun"
- "Jolene"
- "I Kissed a Girl"
- "Constant Craving"

## Hrají
| Dianna Agron      | Quinn Fabray          |
| Chris Colfer      | Kurt Hummel           |
| Darren Criss      | Blaine Anderson       |
| Jane Lynch        | Sue Sylvester         |
| Jayma Mays        | Emma Pillsburry       |
| Kevin McHale      | Artie Abrams          |
| Lea Michele       | Rachel Berry          |
| Cory Monteith     | Finn Hudson           |
| Heather Morris    | Brittany Pierce       |
| Matthew Morrison  | William Schuester     |
| Amber Riley       | Mercedes Jones        |
| Naya Rivera       | Santana Lopez         |
| Mark Salling      | Noah „Puck“ Puckerman |
| Harry Shum mladší | Mike Chang            |
| Jenna Ushkowitz   | Tina Cohen-Chang      |